# 三村ロンド
三村 ロンド（みむら ロンド、1974年〈昭和49年〉6月1日 - ）は、日本のナレーター、スタジアムDJ、タレント。アルマックスエージェンシー所属。

## 来歴・人物
- イギリス・ロンドン生まれ。
- ディスクジョッキー、俳優を経て、1999年3月よりナレーション活動を開始する。
- ナレーションの他、WWEの実況（フジテレビ）も担当し、この番組中、ジ・アンダーテイカーのパフォーマンスである白目が出たとき、「白目ｷﾀ━━━(ﾟ∀ﾟ)━━━!!!!」という名ゼリフを生み出し、2005年2月さいたま大会で、サインボードにする客も出た。
- 湘南ベルマーレのスタジアムDJで以前はガイナーレ鳥取も担当していた。多忙な仕事の合間を縫って、湘南ベルマーレと担当時代はガイナーレ鳥取のアウェイゲームに顔を出すことがあり、その際に応援にも参加することもあるため、その度にサポーターから大いに歓迎されており、現在でもベルマーレのみならず、ガイナーレのサポーターとも親交がある。三村本人も旅行好きを自認しており、それもアウェイ行脚をしている理由の一つと言える。彼のブログにもそうしたアウェイ行脚の模様が記されることがある。
- ごくまれに、湘南ベルマーレの試合やガイナーレ鳥取の試合に、アフロヘアにサングラスをかけ、顔つきや体格、さらには声が彼によく似たDJ RONDOなる人物が出没することがある[1]。初出以来度々三村との同一人物説を疑われることがあるようだが、三村はこれを強く否定している。DJ RONDOのtwitterアカウント[2]のユーザー名にもわざわざ「DJ RONDO （三村ロンドではない）」と記載されている。Twitter上でのDJ RONDOの口調は、三村のそれと違って意図的に逆さ言葉（倒語）を使用するなど、ステレオタイプとしての芸能人をカリカチュアしたようなものになっている。2012年ごろはほとんど登場してなかったが、2014年以降、メインのスタジアムDJを務めている。
- 2019年2月、事務所の後輩である柏田ユウリとの結婚を発表した[3]。
- 2025年2月1日、自身のXアカウントにて、1月31日付でアトミックモンキーを退所したことを発表[4][注釈 1]、フリー期間を経て、同年4月1日付で代表取締役を務めるアールエムエージェンシーをアルマックスエージェンシーに商号変更し、代表取締役兼所属タレントとして活動することを発表した[6]。

## 現在の担当番組

### テレビ
- シューイチ（日本テレビ）（2011年4月3日 -）
- 世界まる見え!テレビ特捜部（日本テレビ）（2012年4月9日 -）
- ものまねグランプリ（日本テレビ）（2014年9月23日 -）
- バズリズム（日本テレビ）（2015年4月4日 -）
- 健康カプセル!ゲンキの時間（CBC制作）（2013年4月7日 -）
- 謝りたい人がいます（TBS）（2013年4月8日 -）
- キングオブコント（TBS）（2015年10月11日 - ）
- 珍種目No.1は誰だ!? ピラミッド・ダービー（TBS）（2016年4月24日 - ）
- アイ・アム・冒険少年SP（TBS）（2016年5月4日 - ）
- 明石家さんまのコンプレッくすっ杯（朝日放送テレビ制作）（2014年1月10日 -）
- 虎ノ門市場スペシャル（テレビ東京）（2011年 -）
- ウソのような本当の瞬間!30秒後に絶対見られるTV（テレビ東京）（2013年9月25日 -） - 2015年12月15日放送分は『ものまねグランプリ』を優先して木村匡也が代役
- 新K-1伝説（テレビ東京）（2015年10月8日 -）
- BSフジNAVI（BSフジ）（2015年4月1日 -）
- GTV 〜SUPER GT トークバラエティ〜（J SPORTS）（2008年 -）
- 突撃!SEAソルジャー（釣りビジョン）
- Spirit ベルマーレTV（テレビ神奈川）（2015年3月6日 - 11月27日、2016年2月26日 - 11月25日、2017年3月31日 -）
- 衝撃のアノ人に会ってみた!（日本テレビ）（2019年4月3日 - ）
- 名医の極み（テレビ朝日）（2019年10月7日 -）

### その他
- Jリーグ 湘南ベルマーレスタジアムナビゲーター（2003年 -）担当時は背番号「63」のユニフォーム、チームマスコットキングベルI世の帽子(冠)を着用。
- 全日本プロレス 選手紹介映像ナレーション（2023年9月23日 - ）

## 過去の担当番組

### テレビ
NHK総合テレビ
- 日本はまかせろ! スーパーキッズ大集合 - （2008年5月4日放送）
- 第6回NHKミニミニ映像大賞 - （2008年12月14日放送）
- 2012年 ダマされてタマるか! - （2012年1月8日放送）

NHK Eテレ
- 青山ワンセグ開発
  - 我が家のトリックマイムShow（2013年5月10日 - 31日）

日本テレビ系列
- m.m.m!（1999年10月 - 2000年3月）
- 爆音!てっぺんリーグ（2000年4月 - 2000年9月）
- AX MUSIC-FACTORY（2000年10月 - 2002年3月）
- AX MUSIC-TV 02（2002年4月 - 2004年9月）
- TVおじゃマンボウ（2003年10月 - 2006年3月）
- 大笑点
- 抱きしめたいっ!（読売テレビ制作）（2005年10月 - 2006年3月）
- SAMURAI5（2006年）
- 開局記念特番・ぼくらの海（静岡第一テレビ制作）
- 嗚呼!花の料理人（読売テレビ制作）（2006年4月6日 - 2008年9月25日）
- HAPPY!（2008年4月4日 - 9月26日）
- 笑いの祭典 ゴールドステージ!!（2008年11月6日）
- LOVE@PARTY
- 新春TOKIO生放送 ドリームチャレンジ!神ワザ人間大集合スペシャル（2009年1月1日）
- おネエ★MANS（2007年10月23日 - 2009年3月10日）
- トータルテンボスが行く熊本ネタ探しツアー（熊本県民テレビ制作）
- Perfumeの気になる子ちゃん（2008年10月11日 - 2009年3月28日）
- 恋の神様
- S-1バトル王者芸人 怒り人を笑わせろSP
- オンナをアゲル↑開運!手相占い!恋愛パワースポットツアー（日本海テレビ制作）
- ナットク!例えるワイドショー（読売テレビ制作）
- 芸能界ドッキリ辞典 目で見る!ことばショー
- 魔女たちの22時（2009年4月21日 - 2011年3月22日）
- オモシロ動画 アップしなサイト（中京テレビ制作）
- 金曜スーパープライム
  - 考えられない!?禁断ワールド〜日本人の常識崩壊SP〜
  - 世界超ド級!!まるわかりスクープ社
- シューイチ PRESENTS テレビ60年「これまで」「これから」カウントダウン（2011年7月24日）
- 日本の新しい笑い2012
- フットボールアワーのスマイルアップ（読売テレビ制作）
- サタデーバリューフィーバー
  - 人生かけて自分で撮ったドキドキ!ドキメントグランプリ
  - パクパクパーク
  - グレートアンキング 〜暗記王〜
  - 芸能界センター試験 芸セン!
  - 有名人から学ぶ!芸能界アカデミー試験
- ワールド輸入バラエティー 黒船SHOW社（2013年3月23日）（読売テレビ制作）
- 世界まる見え!DX特別版（2012年4月9日 - 2013年3月31日）
- ダウンタウンのガキの使いやあらへんで!!（2014年5月12日、19日）
- ニノさん
  - GRATEFUL TODAYS（2013年5月9日、10月7日）
- NexT（2013年5月12日、6月9日、7月7日、10月17日）
- 東京マラソン2014
- パリ発!旬美食ツアー『超食ルーヴル』（2013年3月10日、2014年3月15日）
- ビートたけしの超訳ルーヴル（2013年3月12日、2014年3月18日）
- せまソン♪（2014年10月4日 - 2014年3月28日）
- オバケSUN
  - いきなり芸能探偵団（中京テレビ制作）（2014年6月29日）
- てんとうむChu!の世界をムチューにさせます宣言!（2014年4月14日 - 7月8日）
- オトタビ（2014年4月8日 - 9月30日）
- 大衆の直感、賢者の直観。（2014年9月30日）
- 志村どうぶつ園 特別編（2009年12月19日 - 2015年2月14日）
- さまぁ〜ずのちょっとだけ変えてみよう!（2014年4月9日、8月3日、2015年3月31日）
- 人類700万年物語 NHKじゃなくて日テレのバラエティが作るとこうなったSP!!（2015年4月16日）
- サンバリュ
  - ごちそうさまぁ〜ず（2014年3月23日）
  - 超年の差バトル!「神童VS老神」（2015年6月14日）
  - トシにはトシの悩みがある（2016年4月10日）
  - 内村カメラ（2016年7月17日）
- ヒルナンデス!（2015年7月1日）
- LIVE MONSTER LIVE 2015（2015年7月18日）
- HOW TO フールー（2016年3月13日）
- キラきら時間（2015年4月11日 - 2016年3月26日）
- 人気俳優・女優がイタリア＆NYへ謎解きツアー 夢の通り道スペシャル（2016年5月7日）
- ぐるぐるナインティナイン（2012年5月10日、2016年2月4日、5月12日）
- トラベルラバーズ（2016年5月21日）
- 天才!志村どうぶつ園（2010年 - 2016年6月11日）
- 諸事情により…（2015年9月6日、2016年1月12日、6月26日）
- THE MUSIC DAY 夏のはじまり。（2016年7月2日）
- 24時間テレビ 「愛は地球を救う」
- ネクストブレイク
  - 正解のない問題（2016年9月8日）
- 女優カメレオン（2016年9月20日）
- Good Night Hulu（2016年9月26日）
- SENSORS
- もっと広島に恋しよう 金ぶち（広島テレビ制作）
  - ご当地お好み頂上決戦 広島テッパン×テッペングランプリ（2015年11月20日）
  - 王道!or穴場!?一島一品アポなししまなみ自慢（2016年4月15日）
  - ご当地お好み頂上決戦 広島テッパン×テッペングランプリ2（2016年11月18日）
- ナミダ食堂（2016年6月23日、30日、11月20日）
- ものまねグランプリ2018～ザ・トーナメント～（2018年12月18日）

TBS系列
- ガキバラ帝国2000!（2000年4月15日 - 2000年9月）
- ぜったい!キャイ〜ン（? - 2001年8月）
- ★愛と誠★（2003年8月5日 - 2003年12月9日）
- 日立 世界・ふしぎ発見!
- 世界陸上大阪上陸
- アイチテル!（2005年10月5日 - 2007年9月26日）
- 21世紀エジソン
- 2時っチャオ!
- 明日使える心理学!テッパンノート（MBS制作）（2008年4月23日 - 9月3日）
- 輝く!一生懸命テレビ大賞2008
- バラエティーニュース キミハ・ブレイク 芸人くりそつネタバトル! THE MONOMANE（2008年12月9日）
- NoコントNoライフ（2009年1月1日）
- 史上空前!! 笑いの祭典 ザ・ドリームマッチ（2007年 - 2009年）
- サカスさん火曜・明日つぶやきたい世界一せまいランキング（2009年3月 - 9月）
- ロンブーの自虐アワー 全国残念さん選手権
- Black or White
- ご意見番SHOW
- 社会勉強バラエティ ムリモン!（CBC制作）（2011年8月7日）
- 内村不動産
- キョクターン
- リンカーン
- 週刊!健康カレンダー カラダのキモチ（CBC制作）（2009年4月5日 - 2012年3月25日）
- タカトシの時間ですよ!
- 東海地方のコト なるべくちゃんと調べます!（CBC制作）（2012年1月12日 - 9月20日）
- 大阪の夜明けは近いぜよ（MBS制作）（2012年9月23日）
- ドラマNEO
  - イロドリヒムラ（2012年10月15日 - 12月17日）
- 日曜ゴールデンで何やってんだテレビ（2012年10月21日 - 2013年3月3日）
- 内村オフモード（2013年1月4日、4月2日）
- 明石家さんまの真っ赤なウソ（MBS制作）（2013年4月29日）
- 有田とヤラシイ人々（2013年6月4日、10月1日）
- スパニチ!!
  - 所さんのニッポンの出番!（2013年10月27日）
- 有田のヤラシイハナシ（2013年10月25日 - 2014年3月21日）
  - 有田のヤラシイ…（2014年5月1日 - 2015年3月26日）
- いっぷく!（2014年6月2日）
- 芸能人パワー注入（2012年9月25日、2014年9月30日）
- 第47回 日本有線大賞（2014年12月20日）
- 時間がある人しか出れないTV（2015年1月20日 - 3月31日）
  - 時間がある人しか出れないTVスペシャル 2015年テレビで一番笑いを取った芸能人ベスト100（2015年12月30日）
- 僕ら陽気なポンコツラー（2015年4月1日）
- 棚からボタ餅TV（2015年6月20日、12月20日）
- はじめまして、自分。（2015年9月29日）
- 新発見!右に出るTV「あとは2人で」（MBS制作）（2016年3月19日）
- リズムにノッて答えろ ザ・ピンポンブー（2016年3月27日）
- 発見!○○な人（2016年6月15日）

フジテレビ系列
- DAIBAッテキ!!（1999年3月31日）
- 社会の窓（1999年4月 - 9月）
- 笑う犬の生活
  - 笑う犬の冒険
- アメリカな夜
- 登龍門F（2004年）
- WWE（地上波番組）実況
  - スマックダウン（2004年4月 - 2005年9月）
  - WWE-X テレビショー日本公演スペシャル
  - WWE-X（2004年10月 - 2005年3月）
- アナ☆ログ 特別編 フジテレビアナウンサー全員集合・女子アナVS男子アナ完全決着SP
- 第46回新春かくし芸大会2009
- 日本列島グッドジョブ大賞!
  - （テレビ静岡制作）
  - （福島テレビ制作）
  - （沖縄テレビ制作）
  - （岡山放送制作）
  - 日本縦断 走れ!グッドジョブ記者!!（福島テレビ・テレビ静岡・岡山放送・沖縄テレビ）
- カキューン!!「THIS IS 嫉妬」（関西テレビ制作）
- ブラっと嫉妬（関西テレビ制作）（2011年7月7日 - 9月29日）
- 爆笑 大日本アカン警察
- テレビを輝かせた100人
- 桑田佳祐の音楽寅さん 〜MUSIC TIGER〜
- レッドフラッグ
- 淳・大輔・ブラマヨのみんなの声 天の声
- キカナイトF（2012年4月20日 - 9月21日）
- バイヤーゲーム
- プライドプライス
- FNN総選挙2012 ニッポンの決意 JAPAN'S DECISION（2012年12月16日）
- エイコーのカノウセイ
- アッシュクヒストリー
- 4夜連続 知的探検スペシャル 恋愛は科学だ!（2013年2月25日 - 28日）
- みんなの声!!3
- ラフ＆ピース 第5回沖縄国際映画祭パーフェクトガイド（2013年4月5日）
- 人生の正解TV〜これがテッパン!〜（2013年7月5日）
- FNN参院選 真夏の決断2013（2013年7月21日）
- 土曜プレミアム
  - ブレインワールドカップ（2013年7月27日）
- カスペ!
  - 実録!炎の警察官24時（2013年10月22日）
- ご近所ヘッドライン〜うっすら気になる疑問タチ〜（2013年12月7日）
- お悩みハレルヤ（2014年3月22日）
- X FACTOR OKINAWA JAPAN（沖縄テレビ制作）（2013年10月19日 - 2014年3月29日）
- 天才リトル（2013年6月15日、10月14日、2014年3月30日）
- 沖縄国際映画祭〜未来の芸人監督はオレだSP〜（2014年4月9日）
- 照れんずうぉーかー（2014年2月19日、7月5日）
- キッチンはこの町すべて（関西テレビ制作）（2014年9月13日）
- AKB48の牛舌GIRLS（仙台放送制作）（2014年4月6日 - 9月28日）
- 国民的アイドルが日本の正月を一新!AKB×おせちの秘密（関西テレビ制作）（2014年10月8日、10月15日）
- FNN衆院選2014 THE SENKYO 〜ニッポンをしゃべり倒す!〜（2014年12月14日）
- 世界で発見!びっくり超人大集合〜仰天スゴ技50連発SP!!〜（2015年3月22日）
- みんな満喫 AKBナツマツリ〜お台場夢大陸2015〜（2015年8月8日）
- ミレニアムズ（2014年10月18日 - 2015年9月15日）
- おかっけのおっかけ（2015年10月7日）
- 金曜プレミアム
  - 奇跡のチカラの謎を解け!世界超常能力TV（2015年10月9日）
- エクストリーマーズ〜世界一の出社選手権〜（2016年3月23日）

テレビ朝日系列
- びっくりハンター
- 無添加
- ザ・クイズマンショー（2006年10月21日 - 2008年3月29日）
- 世界水泳ローマ2009
- 速報!スポーツLIVE
- フルタの方程式（2009年1月24日 - 2010年7月18日）
- 中居正広のプロ野球魂（2011年 - 2018年）
- ハードル・プードル
  - モテ★スベ（2012年6月1日）
  - 未来ディレクター吉村（2012年12月27日）
- 超マジシャンズリーグ
- 涙のハートフルどっきり!今田シネマ 地獄から天国（ABC制作）

- スーパーベースボール
- マツダオールスターゲーム
  - 2013
  - 2014
  - 2015
  - 2016
- 世界で発見!びっくりテレビ番組表（2014年7月20日）
- FIAフォーミュラE選手権（テレビ朝日）（2014年9月13日）
- 拡散希望中!（2014年9月27日）
- 大つけ麺博
  - つけ麺の鉄人 生放送〜大つけ麺博ぜんぶ見せスペシャル〜（2010年9月18日）
  - クレヨンしんちゃんが教えてくれる!?世界最大の"大つけ麺博"（2011年9月24日）
  - 大つけ麺博 日本一決定戦!!つけ麺ダービー大予想スペシャル（2012年9月29日）
  - 大つけ麺博 日本一決定戦2〜歌舞伎町で超人気つけ麺店がガチバトルSP〜（2013年10月20日）
  - 大つけ麺博 ご当地つけ麺GP〜歌舞伎町に全国の超人気つけ麺店が集結SP！〜（2014年10月12日）
- 日本ナヤンデル連合 〜聖夜のタスケマススペシャル〜（2014年12月25日）
- 死の淵から奇跡の生還 壮絶!芸能人闘病記（2015年1月8日）
- 歌う!苦労人 〜マイクの先にはお金がある!目指せ100万円!!〜（2015年2月28日）
- 最強NO.1決定戦 マジック王（2015年5月16日）
- ジャニーズJr.の超ガムシャラ!意外とスゲーじゃんって言われたい!!（2015年8月29日）
- 鉄道生バラエティ あさテツ（2015年8月30日）
- イベ検（2015年10月17日）
- ゴン中山&ザキヤマのキリトルTV（2016年4月7日）
- 明石家さんまのコンプレッくすっ杯
- 快盗戦隊ルパンレンジャーVS警察戦隊パトレンジャー（2018年2月11日 - 2019年2月10日）VSチェンジャー音声

テレビ東京系列
- シネマDO
- カヴァーしようよ!（2002年4月8日 - 2003年3月31日）
- 元祖!でぶや 大晦日Kui-1グランプリ（2004年12月31日）
- 大丈夫!?我が家の財産
- 水着少女（2004年1月5日 - 2005年3月30日）
- THE占い（2005年5月7日 - 9月24日）
- 東京爆旅（2005年10月 - 2006年3月）
- 新極真会 全日本空手道選手権大会
- あにてれ情報局
  - あにてれ情報局わお
- Re:あにてれ情報局
- LOVExGOLF
- クリップ!クラップ!!
- さまぁ〜ずの世界温泉〜とりあえずアジア編（テレビ愛知制作）
- ブランニュー!
- オレミングの法則 〜芸能人、俺だけが知っている隠れ法則〜
- 大橋未歩のシューカツ魂!
- バナベガス
- たべコレ（2011年10月2日 - 2013年3月31日）
- 世界でお金を稼ぐということ〜30日間全力ワーキング〜（2013年4月5日）
- なんで離婚したんですか？〜幸せをつかむためのクエスチョン〜（2013年6月10日）
- ニッポンおもしろショーバイ もうかってるのはどっち?（2013年6月11日）
- 外国人は見た!ニッポンいいとこ再発見（2014年3月21日）
- 世界ナゼそこに?日本人 〜知られざる波瀾万丈伝〜（2013年11月18日、2014年3月24日）
- 柔道グランドスラム東京2014（2014年12月5日 - 7日）
- おじゃましま〜す（2015年6月30日）
- 日曜ビッグバラエティ
  - ニッポンLOVE外国人 歌うまバトル（2011年10月30日）
  - ローカル線で始発から終電まで!ご一緒してもいいですか旅（2015年8月9日）
- ニッポンお騒がせ人物伝（2015年1月28日、10月21日）
- IQヴィーナス〜天才JK日本一決定戦〜（2015年12月31日）
- 水曜エンタ
  - 証言者がスクープの裏側を激白!あの事件の知らなかったコトSP（2016年10月26日）

その他の局
- TokYo,Boy（TOKYO MX）
- 平和島の魅力発見!野呂ノロ散歩（TOKYO MX）（2014年12月13日）
- 湘南ベルマーレ応援番組 みんなのベルマーレ（J:COM湘南）ゲスト出演／MC

BS/CS
- 月刊PGAツアーハイライト（NHK BS1）
- ザ少年倶楽部（NHK BSプレミアム）（2013年12月18日）
- チャレンジ!夢のその先へ 〜Sexy Zone 中島健人・全米No.1パフォーマーと出会う〜（NHK BSプレミアム）（2014年4月30日）
- きゃりーぱみゅぱみゅ スーパーハイビジョンライブ〜スウィート・パウダールーム〜（NHK BSプレミアム）（2015年6月14日）
- オピナ!（BS日テレ）
- WRC THE RALLY（BS日テレ）（2002年 - 2008年）
- ミッドナイト、なう。（BS日テレ）
- ベストモーターTV（BS日テレ）
- 絶対みたい“世界遺産”最強ツアー! 〜朝日のナポリ旧市街から 夕陽に輝くアルハンブラ宮殿までの絶景旅!〜（BS日テレ）
- 木曜スペシャル
  - ニッポン再発見の旅『五感で楽しむ“春の京都”』（2015年4月16日）
- 旅美人〜Fly New Sky〜（BS日テレ）（2015年10月24日、2016年2月20日）
- この春食べたい！ニッポン列島駅弁百景（BS日テレ）（2015年4月2日、2016年3月30日）
- MY SELF 2016 SPRING〜「自分」を探すスタイルマガジン（BS日テレ）（2016年3月31日）
- FUTURE PIRATES（BS朝日）
- Harajukuロンチャーズ（BS朝日） 天の声
- ママカツ!!（BS朝日）
- ROAD TO DREAM 哀川翔 世界を翔る（BS朝日）
- ザ・ベストホテル（BS-i）
- それがしりたい 〜ニッポンおもしろいネ〜（BS-TBS）
- 大人が気になるテレビ（BS-TBS）（2014年7月26日 -）
- 高橋大輔 独占密着（BS-TBS）
  - in NY
  - in トロント＆NY完全版
  - in LA〜舞台直前リハーサル独占密着!
- in LA 完全版
- 高橋大輔ダンス初挑戦! LOVE ON THE FLOOR 完全版（BS-TBS）
- Stars Greeting in Hawaii（BS-TBS）
- Jナビ（BSジャパン）
- BSジャパン開局10周年番組 HOUND DOG 30周年ライブ〜大友康平の熱きロック魂〜（BSジャパン）
- 47都道府県ローカル偉人最強伝説! 〜全国的には無名だけどスゴイ人グランプリ〜（BSジャパン）（2015年2月15日）
- やべっちのケイザイ入門 〜2020年の暮らし どうなる?〜（BSジャパン）（2016年11月27日）
- '13藤井フミヤ カウントダウンin武道館（BSフジ）
- MUSE×MUSE（BSフジ）
- シリタイーノ（BSフジ）（2014年4月1日 - 2015年3月30日）
- ノンフィクションW「街伝説:西麻布」（WOWOW）
- ロンドのゲキラ!!（日本BS放送） 企画・プロデュース・MC
- アントニオ猪木新春SP 元気ですか!!ニッポン〜一歩踏み出す勇気、行けば幸せが待っている〜（BS11）
- Cinema Pluse（洋画★シネフィル・イマジカ）
- ドキュメンタリー 〜The REAL〜 2013 ル・マン24時間 - アンドレ・ロッテラー vs. 中嶋一貫 86,400秒の決意（J SPORTS）
- 2013 SUPER GT 総集編（J SPORTS）
- Audi R8 LMS Cup 2014（J SPORTS）
- 2016 ル・マン24時間レースの舞台裏（J SPORTS）
- 沖釣りGallery（釣りビジョン）
- イワナ棲む山里 奥会津・只見の釣り旅（釣りビジョン）
- 森と水の只見 釣り旅パーフェクトマップ（釣りビジョン）
- 福岡満腹！釣り紀行 玄界灘で釣り女子会（釣りビジョン）
- 新緑の南津軽・渓流釣りの旅（釣りビジョン）
- FV CLIMAX しろ〜と5（釣りビジョン）
- ディズニーの祭典 特別公開!〜D23 Expo Japan 2015（Dlife）（2015年12月13日）
- フレンズ・オブ・ディズニー・コンサート 2016（Dlife）（2016年8月14日）
- 東京ブランシェ（食&健康バラエティ★フーディーズTV）
- 光速少年（スペースシャワーTV）
- 音楽ヒミツ情報機関 MI6（スペースシャワーTV）（2012年6月7日 - 2015年3月12日）
- WRC+（日テレG+）
- 小林麻耶の意外と!?シングルガール〜マヤヤゴルフアカデミー〜（TBSチャンネル）
- 斎藤工×大橋トリオ 二人が語る映像と音楽の世界〜斎藤工監督作品一挙公開!〜（TBSチャンネル）（2015年8月1日）
- 東京ディズニーリゾート My マップ!（ディズニー・チャンネル）（2010年8月 ‐ 2013年3月）
- 神春!でんぱ組.inc7時間スペシャル Zepp! 日比谷野音!! 武道館!!! 神ライブの光（オモテ）と影（ウラ）（テレ朝チャンネル）（2015年1月2日）
- 週刊JリーグアフターゲームショーPLUS（スカチャン） 天の声
- マッチデーJリーグEX（スカチャン） 天の声
- Jリーグマッチデーハイライト〜アディショナルタイム〜（スカチャン） 天の声
- Jリーグラボ（BSスカパー!）

### テレビCM
- SHAKA RABBITS「グレイテストヒッツ」（リミテッドレコード）
- SUNTORY「BLACK BOSS」
- SKY PerfecTV!「KAT-TUN サッカー編」 実況
- GYM「フィーバーとフューチャー」
- DHC for MEN
- 花王「ヘルシアウォーター」
- MISIA「記憶」「LUV PARADE/Color of Life」「心ひとつ」「MISIAの森 -Forest Covers-」
- バンダイナムコゲームス「NARUTO -ナルト-ナルティメットストームジェネレーション
- 西野カナ「Love Collection〜pink&mint〜」「with LOVE tour」
- バンダイナムコゲームス「NARUTO -ナルト-疾風伝 ナルティメットストーム3」
- 桑田佳祐「君への手紙」

### ラジオ
- たまリバ!（エフエム世田谷）パーソナリティ
- ロンドの劇ラジ（エフエム世田谷）企画・プロデュース・パーソナリティ
- FIFA WORLD CUP（TBSラジオ）パーソナリティ
- LOVE SOUNDS ON JET STREAM（TOKYO FM）ナレーション
- トリップ・ザ・コーヒー（JFN）パーソナリティ
- 大友良英・ハイブリッド音楽館〜世界も音楽もひとつなんかじゃないぞー!〜（NHK-FM）（2014年1月1日）
- ボイノベレイディオ!（バンダイナムコゲームス）パーソナリティ
- ナイタースペシャル 三村ロンドのサウンドコレクション（ニッポン放送系全国ネット）（2015年5月7日）パーソナリティ
- J-WAVE SELECTION「Journey Back Home」（J-WAVE）（2015年7月19日）ナビゲーター

### 動画配信番組
- BB Cafe!（楽天ブロードバンド）
- 週末の恋（GyaO）
- あにてれ情報局ブロードバンド→あにてれ情報局 わおブロードバンド
- 週刊Music EX（BIGLOBEストリーム）MC
- パ・リーグ 熱球ライブ!（Yahoo!動画）
- Re:あにてれ情報局ブロードバンド
- オーディションGOGO!（GyaO）
- GAL MORI（goomo）
- LOVE LOVE HOTEL〜彼がナビする愛されホテル〜（BeeTV）

### その他
- 映画「世界で一番パパが好き!」予告編（2005年）
- 特冊新鮮組DX（竹書房）「あの声に会いたい!!」（2007年8月号）
- 映画「イングロリアス・バスターズ」予告編（2009年）
- JFL ガイナーレ鳥取スタジアムナビゲーター（2007年 - 2010年）
- フリーペーパー「MARE」（湘南ベルマーレ・隔月発行）コラム「湘南探偵団」
- 週刊サッカーダイジェスト（日本スポーツ企画出版社）コラム「僕と私のLove Football」（2010年11月2日号）
- ベルセグ 「湘南ベルマーレワンセグ中継」実況（2011年 - 2012年）
- FIA世界ラリー選手権 公認DVD（三栄書房）
- 日本プロサッカー選手会チャリティーサッカー チャリティーマッチスタジアムDJ（2011年 - 2014年）
- Jリーグ 福島ユナイテッドFCスタジアムナビゲーター（2015年9月13日、2021年9月5日、2022年4月17日）
- K-1 WORLD GP JAPAN 選手紹介映像（2014年11月3日 - 2023年7月17日）
- 文春野球コラムペナントレース（文春オンライン）コラム（2022年 - 2023年）

### ドラマ出演
- 火曜サスペンス劇場「監察医・室生亜季子」（日本テレビ）
- 闇のパープル・アイ（テレビ朝日）
- はみだし刑事情熱系（テレビ朝日）
- はぐれ刑事純情派（テレビ朝日）
- 電磁戦隊メガレンジャー（テレビ朝日）I.N.E.T.隊員
- 星獣戦隊ギンガマン（テレビ朝日）
- 刑事追う! 第14話（1996年7月8日放送、テレビ東京）

### 玩具
- 快盗戦隊ルパンレンジャーVS警察戦隊パトレンジャー ダブル変身銃 DXVSチェンジャー ルパンレッドセット（2018年2月10日）
- 快盗戦隊ルパンレンジャーVS警察戦隊パトレンジャー ダブル変身銃 DXVSチェンジャー パトレン1号セット（2018年2月10日）
- 快盗戦隊ルパンレンジャーVS警察戦隊パトレンジャー 拡声警棒 パトメガボー（2018年2月10日）
- 快盗戦隊ルパンレンジャーVS警察戦隊パトレンジャー VSビークルシリーズ 連結変身 DXXチェンジャー（2018年7月14日）
- 快盗戦隊ルパンレンジャーVS警察戦隊パトレンジャー バッテン十手刀 DXXロッドソード（2018年7月14日）
- 快盗戦隊ルパンレンジャーVS警察戦隊パトレンジャー 快盗ヘンケイ銃 DXルパンマグナム（2018年10月6日）
- 快盗戦隊ルパンレンジャーVS警察戦隊パトレンジャー -VS MEMORIAL SET-（2020年5月）